# Краснофлотский район (Хабаровск)

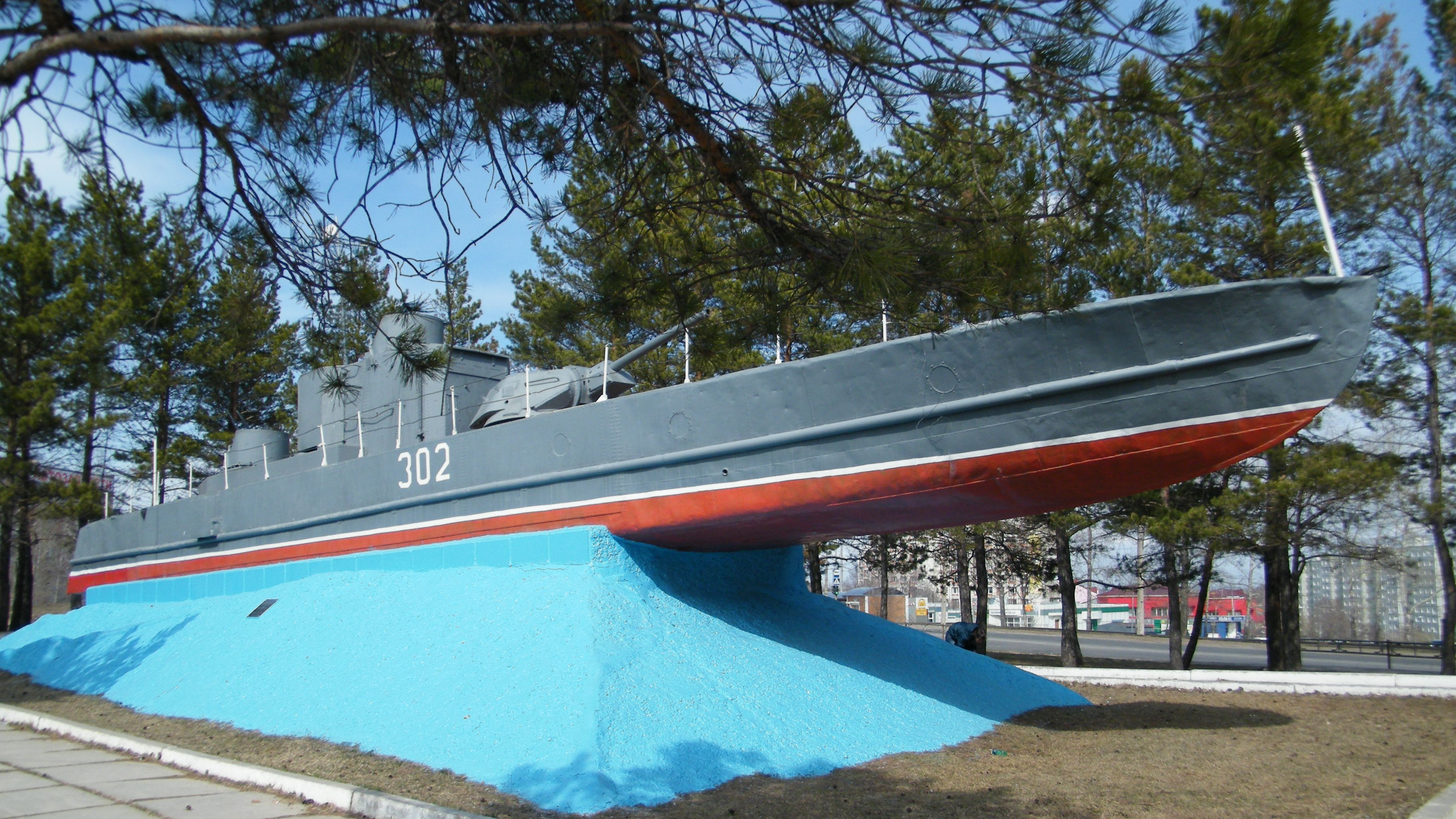
Бронекатер БК-302

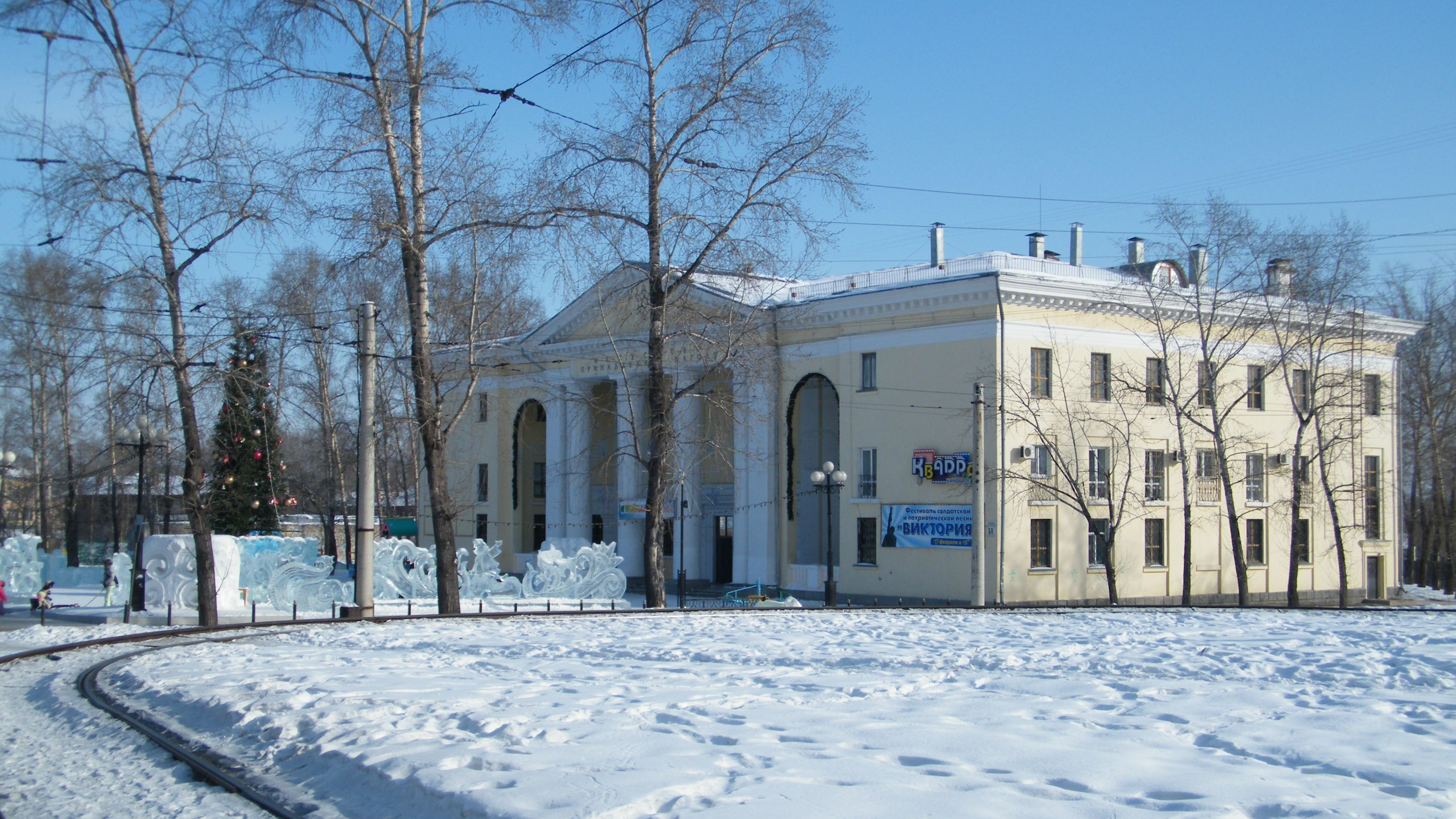
Дом культуры базы КАФ

Мемориальный парк мира

Памятник С. М. Кирову на территории судостроительного завода (завод не работает)

Краснофло́тский район — один из пяти внутригородских районов Хабаровска.

## География
Расположен в северной части Хабаровска.
Площадь территории в городской черте (на правобережье) — 54 км², с подчинёнными территориями левобережья и водного зеркала Амура — 71 км².

## История
Образован в городе 15 сентября 1945 года.
Исторический центр района — территория, прилежащая к Осиповскому затону — месту дислокации Краснознамённой Амурской флотилии. Во второй половине XIX — начале XX века здесь на берегу Амура стояла деревня Осиповка.

## Население
| \| 1959[4] \| 1970[5] \| 1979[6] \| 1989[7] \| 2002[8] \| 2009[9] \| 2010[10] \| \| -------- \| -------- \| -------- \| -------- \| -------- \| -------- \| -------- \| \| 30 815 \| ↗43 088 \| ↗59 153 \| ↗70 710 \| ↗86 945 \| ↘86 361 \| ↘85 305 \| \| 2011[11] \| 2012[12] \| 2013[13] \| 2014[14] \| 2015[15] \| 2016[16] \| 2017[17] \| \| ↗85 351 \| ↗85 876 \| ↗85 891 \| ↗88 478 \| ↗90 620 \| ↗91 561 \| ↗91 997 \| \| 2018[18] \| 2019[19] \| 2020[20] \| 2021[21] \| 2024[2] \| \| \| \| ↘91 494 \| ↘90 464 \| ↘89 806 \| ↘88 613 \| ↘88 321 \| \| \| 10 000 20 000 30 000 40 000 50 000 60 000 70 000 80 000 90 000 100 000 1989 2012 2017 2024 |         |         |         |         |         |         |
| 1959 | 1970    | 1979    | 1989    | 2002    | 2009    | 2010    |
| 30 815 | ↗43 088 | ↗59 153 | ↗70 710 | ↗86 945 | ↘86 361 | ↘85 305 |
| 2011 | 2012    | 2013    | 2014    | 2015    | 2016    | 2017    |
| ↗85 351 | ↗85 876 | ↗85 891 | ↗88 478 | ↗90 620 | ↗91 561 | ↗91 997 |
| 2018 | 2019    | 2020    | 2021    | 2024    |         |         |
| ↘91 494 | ↘90 464 | ↘89 806 | ↘88 613 | ↘88 321 |         |         |

## Микрорайоны
- п. Берёзовка
- База КАФ (ул. Руднева)
- Северный
- Депо-2 (Северный-2)
- Посёлок им. Кирова

## Объекты
- Хабаровская ТЭЦ-3
- Хабаровский мост
- Рынок Депо-2
- Мусороперегрузочная станция «Северная»
- Завод «Балтимор» (бывший мясокомбинат)
- Пивзавод «Балтика» (бывшая макаронная фабрика)
- Хабаровский Тихоокеанский государственный университет
- Хабаровский государственный университет экономики и права
- Институт экономических исследований ДВО РАН
- Автодорожный техникум
- Хабаровский технический колледж[22]
- Машиностроительный техникум
- Техникум геодезии и картографии
- Банковская школа
- Завод железобетонных изделий № 1
- Завод железобетонных изделий № 4
- Хабаровский завод железобетонных шпал
- 10-я городская клиническая больница
- Хабаровский филиал «Микрохирургия глаза»
- Краевой клинический центр онкологии[23]
- Госпиталь внутренних войск МВД РФ
- Госпиталь погранвойск ФСБ РФ
- Тоннель под Амуром (Восточный портал)
- Мемориальный парк мира (памяти жертв Второй мировой войны). Построен на месте бывшего лагеря и кладбища японских военнопленных.
- Храм Серафима Саровского
- Храм Александра Невского
- Покровский собор Иркутско-Амурской и всего Дальнего Востока епархии (Русская православная старообрядческая церковь)
- Трамвайное депо № 2 (закрыто в августе 2017 года и демонтировано в марте 2018-го)

## Животный мир
В Краснофлотском районе в среднем плотность гнёзд сороки составила: 12.5. Сорока интенсивно занимала все подходящие места в городе, вытесняя при этом другие виды птиц.